# Anujva
Anujva (en georgiano: ანუხვა; en abjasio: Анхәа, romanizado: Anjva) es un pueblo que pertenece a la parcialmente reconocida República de Abjasia, parte del distrito de Gudauta, aunque de iure pertenece al municipio de Gudauta de la República Autónoma de Abjasia de Georgia.

## Toponimia
En el pasado se conoció como Agtsa (en georgiano: აგწა). 

## Geografía
Anujva está situado a 20 km al este de Gudauta. El pueblo limita con los terrenos montañosos de los montes de Bzipi en el norte, Aatsi y Mtsara en el oeste; Psirtsja y Novi Afon en el sureste y sur, respectivamente.

## Historia
Anujva es uno de los centros del cristianismo en Abjasia, con varios templos medievales.
En la segunda mitad del siglo XIX, todos los habitantes de Anujva (e incluso más acentuado), como gran parte de los habitantes de otros pueblos al este del río Bzipi, se vieron obligados a emigrar al Imperio otomano durante el Muhayir o genocidio circasiano. Así el pueblo permaneció completamente desierta durante varios años. No fue hasta la década de 1880 que las familias armenias de Samsun se mudaron aquí desde el Imperio otomano, sumado a algunos abjasios expulsados que consiguieron regresar a sus hogares a finales del siglo XIX. Las autoridades zaristas no permitieron que algunos de los abjasios guma retornados, originarios del ahora distrito de Sujumi, se establecieran en sus hogares en la región histórica de Guma, por lo que se establecieron aquí.
Así, a principios del siglo XX, la población era mitad armenia y mitad abjasia. Después del establecimiento de la Unión Soviética, Anujva se dividió en dos selsovets: uno abjasio y otro armenio (ambos se reunieron en uno solo a mediados de siglo). A fines de la década de 1980, los monumentos religiosos locales fueron objeto de investigación arqueológica y restauración profesional.
Sin embargo, la guerra de Abjasia (1992-1993) impidió que los trabajos se completaran y fueron dañados.

## Demografía
La evolución demográfica de Anujva entre 1886 y 2011 fue la siguiente:
| 316                                                 | 1699 | 834 | 393 |
| (Fuente: Population of Abkhazia since Soviet times) |      |     |     |

La población ha ido disminuyendo constantemente desde la década de 1920, conservando una mayoría abjasia (aunque la comunidad armenia ha disminuido significativamente).
|              | 2011      | 2011       |
| Grupo étnico | Población | Porcentaje |
| ------------ | --------- | ---------- |
| Georgianos   | 0         | 0%         |
| Abjasios     | 258       | 65,6%      |
| Rusos        | 38        | 9,7%       |
| Ucranianos   | 1         | 0,3%       |
| Armenios     | 93        | 23,7%      |
| Griegos      | 1         | 0,3%       |
| Total        | 393       | 100%       |

## Economía
La población se dedica al cultivo de tabaco, laurel, maíz, hortalizas y ganadería. Hay escuelas primarias secundarias de ocho años, un club, una biblioteca y un cine en Anujva.

## Infraestructura

### Arquitectura y monumentos
El pueblo conserva las ruinas de una antigua iglesia ortodoxa, la iglesia de San Jorge de Anujva, construida alrededor del siglo XI y donde se celebra una tradicional romería en honor a San Jorge. Se le ha otorgado el estatus de monumento del patrimonio cultural de Georgia.